# Mathews (Luizjana)
Mathews – jednostka osadnicza w Stanach Zjednoczonych, w stanie Luizjana, w parafii Lafourche.